# Agatha Barbara
Agatha Barbara (maltesiska: Is-Sinjorina Agata Barbara), född 11 mars 1923 i Żabbar, död 4 februari 2002 på samma plats, var president i Malta 1982–1989. Hon var Maltas första kvinnliga parlamentsledamot, första kvinnliga minister och första kvinnliga president.

## Uppväxt
Agatha Barbara föddes i Żabbar på Malta och fick sin utbildning i Vallettas grammar school. Under andra världskriget arbetade hon som flyganfallskontrollant. Hon arbetade sedan som lärare från tidiga 1940-talet till 1947, då hon blev den första kvinnan som valdes in i det maltesiska parlamentet.

## Politiskt liv
Agatha Barbara ingick i parlamentet från 1947 fram till 1981, då hon valts och omvalts tio gånger i rad. Hon blev Maltas första kvinnliga minister då hon utnämndes till utbildningsminister under Dom Mintoffs regering mellan 1955 och 1958 (hon var den enda kvinnliga ministern fram till Giovanna Debono 1998). Hon införde obligatorisk heltidsutbildning för barn i landet, vilket skapade många arbetstillfällen för lärare. 1958 dömdes hon till ett 43 dagar långt fängelsestraff för att ha strejkvaktat under en nationell strejk då Mintoff avgått.
Under en senare regeringsperiod, 1971–1974, var hon åter utbildningsminister, följt av arbetsminister, kulturminister och slutligen vice statsminister. I samtliga poster var hon den första kvinnan.  

## Presidentämbetet
Den 15 februari 1982 utsågs hon till Maltas tredje president, en post som hon höll till sin mandatperiods slut 1987. Efter detta gick hon i pension.
Agatha Barbara avled i sitt hem i Żabbar 2002. En staty till hennes ära invigdes i Żabbar den 23 april 2006 av Maltas president Edward Fenech Adami.